# Silvio Berlusconi
Silvio Berlusconi (spreek uit: [ˈsilvjo berluˈskoni]; Milaan, 29 september 1936 – aldaar, 12 juni 2023) was een Italiaanse ondernemer en politicus. Hij was driemaal premier van Italië: van 27 april 1994 tot 17 januari 1995, van 11 juni 2001 tot 17 mei 2006 en van 8 mei 2008 tot 16 november 2011. Hij was de leider van de politieke partij Forza Italia, oprichter van het Italiaans media-imperium Mediaset en een van de eigenaren van de Italiaanse voetbalclub AC Milan. Hij was met een geschat vermogen van zeven miljard euro in 2023 een van de rijkste mensen van Italië.

## Biografie
Toen hij jong was werkte Berlusconi met zijn vriend, de latere zakenman Fedele Confalonieri, op cruiseschepen om geld te verdienen als muzikant en entertainer. Berlusconi is cum laude afgestudeerd in rechten, componeerde muziek en schreef boeken.

### Fininvest
In 1961 richtte Berlusconi Fininvest op, dat in de volgende decennia zou uitgroeien tot de holdingmaatschappij van vele dochterbedrijven. De belangrijkste projecten betroffen toen enkele grote bouwprojecten in Milaan. 
Door de aanleg van kabel-tv raakte hij verzeild in de mediawereld. Hij kocht een lokale zender en bouwde die als Canale 5 uit tot een landelijke commerciële omroep. Een jaar later (in 1979) werd de publiciteitsgroep Publitalia 80 opgericht. In 1984 werd het tv-kanaal Rete 4 opgekocht. Twee jaar later trad Fininvest de wereld van het voetbal binnen en werd het eigenaar van de voetbalclub AC Milan. Sinds 1991 maakt ook de uitgeverij Mondadori deel uit van de Fininvest Groep. Medusa Film, opgericht in 1995, werd in een aantal jaren de Italiaanse leider in filmproductie en filmdistributie.

### Forza Italia en premierschap
In 1993, midden in een van de grootste politieke crises die Italië gekend heeft, besloot Berlusconi de politiek in te gaan. Met zijn partij Forza Italia (letterlijk 'Hup Italië') wilde hij het gat opvullen dat de geëxplodeerde Democrazia Cristiana achterliet. De partij was erop gericht Italië als een bedrijf te besturen en heette te staan voor vrijheid, familiewaarden en ondernemerschap. 
In 1994 werd Berlusconi voor het eerst premier van een centrumrechtse coalitie, Huis van de Vrijheden. Dat duurde maar acht maanden, tot coalitiepartner Lega Nord de coalitie liet vallen. Tussen 1996 en 2001 zat Huis van de Vrijheden in de oppositie na de overwinning van de centrum-linkse coalitie L'Ulivo (De Olijfboom) van Romano Prodi. In 2001 haalde Huis van de Vrijheden opnieuw een meerderheid. Dit keer was de regering stabieler. Het kabinet-Berlusconi II was de langstzittende regering in de geschiedenis van Italië. 
In 2005, nadat er moeilijkheden waren ontstaan met de christendemocratische regeringspartner UDC (Centrumdemocratische Unie), nam Berlusconi ontslag. Vervolgens vormde hij zijn derde kabinet, het kabinet-Berlusconi III.

### Verkiezingen 2006
Bij de parlementsverkiezingen van 9 en 10 april 2006 leed Berlusconi een nipte nederlaag tegen de centrumlinkse coalitie. De linkse coalitie behaalde 49,8% van de stemmen, tegen 49,7% van Berlusconi's coalitie. Hij verlangde echter een hertelling van de stemmen. Het Italiaanse Hooggerechtshof bepaalde op 19 april dat Prodi in elk geval in het Huis van Afgevaardigden een meerderheid had behaald (van enkele tienduizenden stemmen).
De centrumpartijen zoals de UDC erkenden de winst van Prodi, terwijl de rechtse partijen weigerden de hoop op te geven. Op 2 mei 2006 diende Berlusconi het ontslag van zijn regering in. Op 17 mei werden Prodi en diens nieuwe kabinet beëdigd.

### Verkiezingen 2008
Na de val van het kabinet-Prodi II werden nieuwe verkiezingen uitgeschreven. Tijdens de campagne gingen verschillende politieke partijen met elkaar samenwerken, waardoor nieuwe partijen ontstonden zoals Il Popolo della Libertà (PdL) van Berlusconi, de linkse Democratische Partij van Walter Veltroni, de Linkse Regenboog en de Unie van het Centrum van UDC-leider Pier Ferdinando Casini. Het zag er al in de peilingen naar uit dat Berlusconi de verkiezingen ging winnen, en dat deed hij dan ook. Het was zijn derde termijn als premier. Hieraan kwam een einde door de instelling van het tussentijds zakenkabinet van Mario Monti.

### Verkiezingen april 2013
Berlusconi zou in 2013 met zijn partij PdL kandidaat zijn voor de parlementsverkiezingen, zo gaf hij in december 2012 te kennen. Twee maanden eerder had hij nog gezegd van deelname af te zien. Zijn kandidaatstelling lokte onmiddellijk veel controverse uit, ook binnen de PdL en de Lega Nord, Berlusconi's belangrijkste coalitiegenoot in de afgelopen jaren. De Lega gaf aan niet opnieuw samen met hem een regering te willen vormen, maar kwam daar later op terug, en vormde wederom een alliantie met Berlusconi. Berlusconi sloot een alliantie met de Lega Nord en andere liberale partijen. 
De alliantie wist de verkiezingen niet te winnen, Berlusconi eindigde tweede op geruime afstand van Pier Luigi Bersani. Wel werd hij de grootste in de Italiaanse senaat. Dit verschil was het gevolg van de Italiaanse kieswetgeving, die in de Kamer de grootste partij nationaal 55% van de zetels bezorgt, maar de grootste partij per regio 55% van de zetels per regionaal kiesdistrict in de Senaat bezorgt. Omdat Berlusconi sterk stond in het noorden door zijn alliantie met de Lega Nord, kon hij aldus een meerderheid in de Senaat halen.

### Senaatszetel
In reactie op een voorgenomen stemming in de Senaat om hem zijn zetel te ontnemen, trok Berlusconi's partij op 26 november 2013 de steun aan het kabinet-Letta in.
Op 27 november 2013 stemde een meerderheid van de senators Berlusconi uit het parlement wegens zijn veroordeling voor belastingfraude.
In september 2022 maakte Berlusconi zijn terugkeer in de Italiaanse politiek. In Monza kreeg hij meer dan 50% van de stemmen en dit gaf hem een zetel in de Senaat namens Forza Italia. In 2012 kreeg hij een verbod om een openbaar ambt te bekleden gedurende 10 jaar vanwege zijn veroordeling voor fraude.

### Privé
Op 3 mei 2009 vroeg zijn tweede echtgenote Veronica Lario (artiestennaam van Miriam Bartolini) echtscheiding aan. Dit nadat ze vernam dat Berlusconi aanwezig zou zijn geweest op diverse seksfeestjes, en dit in de aanwezigheid van minderjarige meisjes, zoals Noemi Letizia. In december 2012 maakte hij bekend dat hij verloofd was met de toen 27-jarige presentatrice Francesca Pascale.
Op woensdag 5 april 2023 werd Berlusconi opgenomen op de intensive care in Milaan omwille van hartproblemen. Een dag later maakten de Italiaanse media bekend dat hij leed aan leukemie. Berlusconi overleed op 12 juni 2023 in Milaan.

## Ethiek en kritiek
Tegenstanders hekelen zijn veelvuldige betrokkenheid bij corruptieschandalen, tegenwerking van de vrijheid van meningsuiting en persvrijheid door zijn grote mediabelangen, in het algemeen politieke en zakelijke belangenverstrengeling en zijn veelvuldige seksuele escapades. Niet enkel in Italië is de mening wijdverbreid dat Berlusconi het politieke toneel betrad om als volksvertegenwoordiger onschendbaarheid te verkrijgen in de corruptieprocessen die volgden op Tangentopoli. 
Zijn partijen Forza Italia en Il Popolo della Libertà namen veel ex-leden op van ten onder gegane partijen als de PSI (Socialisten van Bettino Craxi) en Christendemocraten.

### Monopolie in de media
Berlusconi is door tegenstanders bekritiseerd voor zijn greep op de media. De tv-stations van Berlusconi waren de populairste van Italië. De journalistenorganisatie Reporters zonder grenzen meende in 2004 dat de tegenstrijdige belangen van premier en mediamagnaat Berlusconi de diversiteit van de berichtgeving bedreigden. De Internationale Federatie van Journalisten deelt deze kritiek. Berlusconi en zijn medestanders antwoordden dat de oplossing van dit probleem niet ligt in de gedwongen verkoop of vergroting van de onafhankelijkheid van zijn media-imperium, maar in de creatie van meer kanalen om een alternatief te bieden, aangezien er in Italië alleen RAI, Mediaset en de minder belangrijke LA7 op landelijke schaal zichtbaar zijn.
Berlusconi heeft diverse hem onwelgevallige journalisten ontslagen, naar eigen zeggen om een bestaande communistische vooringenomenheid van de publieke omroep op te heffen. Verder zijn verschillende kritische journalisten na kritische opmerkingen van Berlusconi door de omroep ontslagen of uit de programmering geschrapt.
Door de Wet-Gasparri van Maurizio Gasparri in 2004 is het mediastelsel hervormd, waardoor Berlusconi zijn monopoliepositie in de media zou hebben vergroot. Hierdoor werd Italië slechts het 77e land in de wereld qua persvrijheid.

### Corruptie
Berlusconi werd in eerste instantie veroordeeld wegens verschillende misdrijven (meineed, omkoping, fraude). De door de regering van Berlusconi ingediende verjaringswetgeving en immuniteitswet leidden in beroep tot vrijspraak of ontslag van rechtsvervolging resp. seponering. Berlusconi wordt ervan verdacht in diverse processen tegen hem of zijn bedrijf rechters te hebben omgekocht. Hijzelf beweert dat dit slechts een hetze tegen zijn persoon is, gevoerd door "communistische" rechters.
De regering-Berlusconi wist in juni 2003 een wet aangenomen te krijgen die bepaalde hoogwaardigheidsbekleders, waaronder in het bijzonder Berlusconi als premier, immuun voor vervolging maakte zolang ze hun post bekleedden. In januari 2004 werd deze wet echter ongrondwettelijk bevonden. Berlusconi trachtte later een nieuwe wet met dezelfde inhoud op meer deugdelijke wijze aangenomen te krijgen. Het proces tegen hem ging weer verder, maar zijn raadslieden probeerden, door de procesgang zo lang mogelijk te rekken, alsnog een veroordeling te voorkomen.
Op 26 oktober 2012 werd Berlusconi veroordeeld tot vier jaar gevangenisstraf voor belastingontduiking in de zaak-Mediaset. Door een amnestiewet die de overbevolking in Italiaanse gevangenissen moet tegengaan zal deze straf worden teruggeschroefd naar één jaar. Naast de gevangenisstraf mag hij vijf jaar geen publiek ambt meer uitoefenen en moet hij, samen met de andere veroordeelden, 10 miljoen euro betalen aan de Italiaanse fiscus. Omdat Berlusconi heeft aangegeven in beroep te gaan, was de straf niet onmiddellijk uitvoerbaar. Het Italiaanse Hof van Cassatie heeft op 1 augustus 2013 de veroordeling tot 4 jaar cel van Berlusconi wegens belastingfraude bevestigd. De veroordeling van Berlusconi tot uitsluiting van openbare functies moest echter opnieuw worden bekeken. Het was voor het eerst dat de mediamagnaat en ex-premier definitief voor een misdrijf is veroordeeld.
Op 7 maart 2013 werd Berlusconi veroordeeld tot één jaar gevangenisstraf wegens het afluisteren van een vertrouwelijk telefoongesprek rond een bankschandaal. 

### Rubygate
Eind 2010 kwam aan het licht dat Berlusconi de questuur van Milaan had gebeld om een 17-jarige Marokkaans meisje dat van diefstal werd beschuldigd vrij te laten. Het ging hierbij om Karima El-Mahroug (bijgenaamd "Ruby Rubacuori", Ruby de Hartensteelster) die zijn seksfeesten zou hebben bijgewoond en volgens Berlusconi vrijgelaten moest worden omdat ze de kleindochter van de Egyptische ex-president Hosni Mubarak zou zijn. Dit bleek een leugen. Dit meldde de Italiaanse krant Corriere della Sera. Berlusconi reageerde door te zeggen dat het een linkse lastercampagne was. 
Op 6 april 2011 begon in Milaan het proces tegen de Italiaanse premier, die hierbij onder meer beschuldigd werd van "aanzetten tot minderjarige prostitutie". Op 24 juni 2013 werd Berlusconi schuldig bevonden aan het betalen voor seks met een minderjarige en machtsmisbruik, en veroordeeld tot zeven jaar gevangenisstraf.
In het vonnis wordt gesteld dat "bewezen is dat de verdachte een seksuele relatie had met El Mahroug in ruil voor grote sommen geld en andere waardevolle spullen, zoals juwelen".
Ook is volgens de rechtbank bewezen dat Berlusconi grote sommen geld uitgegeven heeft om een veroordeling wegens machtsmisbruik en prostitutie met minderjarigen te voorkomen.
Zo beloofde hij 'Ruby' 5 miljoen euro als zij voor de rechters zou verklaren dat hij niet wist dat zij minderjarig was toen zij seks met elkaar hadden.
Met zijn betalingen bereikte Berlusconi dat getuigen voor hem logen, onder wie ook vrouwelijke parlementariërs, zoals senator Maria Rosaria Rossi en Europarlementariër Licia Ronzulli.
Berlusconi kreeg uiteindelijk een taakstraf opgelegd.

### Controversiële uitspraken

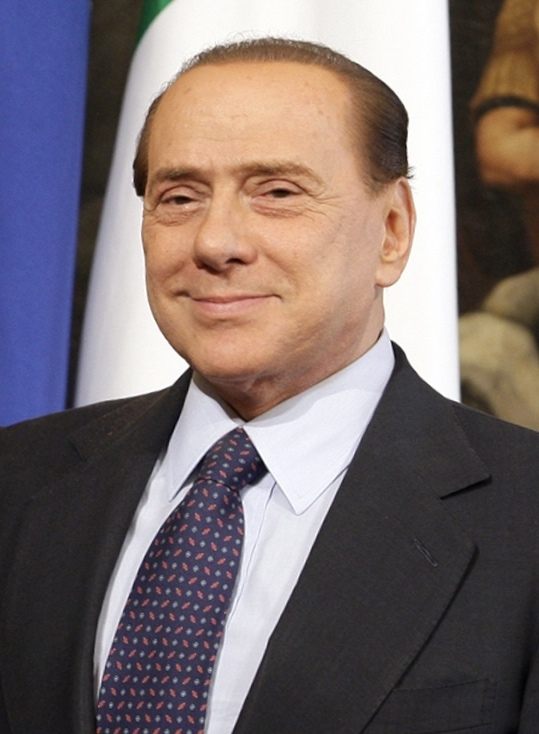
Silvio Berlusconi (2010)

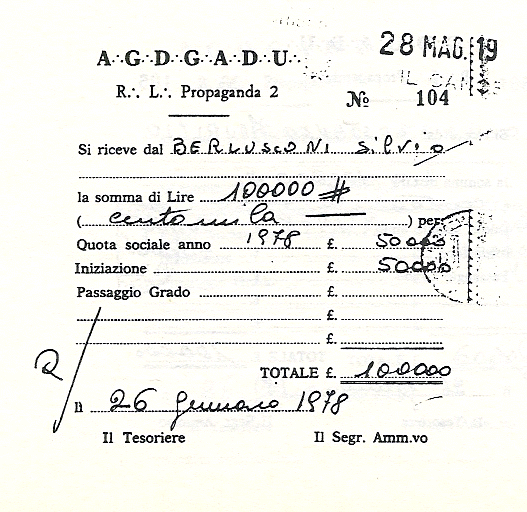
Kwitantie van Berlusconi's betaling van lidmaatschaps- en inwijdingsgeld voor de omstreden Vrijmetselaarsloge Propaganda Due (P2), 26/1/1978.

Berlusconi stond erom bekend dat hij vaak ongelukkige of controversiële uitspraken deed. Hiermee kwam hij meerdere malen in een lastig parket. Een paar voorbeelden:
- Twee dagen na de aanslagen in New York en Washington op 11 september 2001, zei Berlusconi: "We moeten ons bewust zijn van de superioriteit van onze beschaving, met zijn normen en waarden, welvaart voor de mensen, respect voor mensenrechten en godsdienstvrijheid. Dat respect bestaat zeker niet in de Islamitische wereld."
- Op 11 september 2003 verklaarde Berlusconi dat de voormalige fascistische dictator Benito Mussolini geen bloed aan zijn handen had: "Mussolini heeft nooit iemand vermoord. Mussolini stuurde mensen gedwongen op vakantie."
- Begin juli 2003, tijdens de eerste EU-vergadering onder zijn voorzitterschap, veroorzaakte hij groot tumult door de Duitse Europarlementariër Schulz toe te bijten dat die geknipt zou zijn voor de rol van Kapo (door de Duitsers met toezicht belaste collaborerende medegevangene) in een nieuwe Italiaanse film over een naziconcentratiekamp. De rel werd gesust nadat het leek alsof hij persoonlijk zijn excuses aan de Duitse Bondskanselier Gerhard Schröder aanbood. Later ontkende hij echter dat hij zijn excuses had aangeboden.
- In de aanloop naar de gemeenteraadsverkiezingen van de Siciliaanse stad Palermo, noemde Berlusconi stemmers van links "geestelijk gehandicapt". Hij vond dat ze in een psychiatrisch ziekenhuis opgenomen zouden moeten worden.[14]
- Kort na de verkiezing van Barack Obama als president van de Verenigde Staten, tijdens een vergadering met de president van Rusland Dmitri Medvedev, noemde Berlusconi Barack Obama 'knap, jong en gebruind'.[15] Hij noemde dat een 'compliment'.[16]
- Naar aanleiding van de aardbeving in Abruzzo begin april 2009, zorgde Berlusconi voor opschudding door voor de Duitse televisiezender n-tv te zeggen dat de getroffen Abruzzese bevolking haar tijdelijke onderkomen in tentenkampen maar moest nemen als "een weekendje op de camping".[17]
- Op 3 oktober 2010 sneerde Berlusconi naar de linkse oppositie dat ze hem naar huis wilden sturen, maar dat hij niet wist naar welke van zijn twintig huizen. Vervolgens maakte hij twee controversiële moppen over respectievelijk joden en christenen.
- Begin november 2010 ontstond er irritatie in de Italiaanse homogemeenschap toen Berlusconi riep dat je beter gepassioneerd kon zijn door knappe meisjes, dan homoseksueel. De Italiaanse homobeweging Arciygay eiste daarop excuses van de premier. Zijn minister voor gelijke kansen Mara Carfagna beweerde dat de premier het als een grapje bedoelde en niet zozeer als belediging. Berlusconi echter zou dat hebben tegengesproken. "Een echte Italiaan valt op mooie vrouwen, daarom zijn wij nog macho's," zei hij erbij. Met macho's bedoelde hij zichzelf en zijn aanhang. Hij weigerde dan ook excuses aan te bieden.
- In oktober 2011 lekten afgeluisterde telefoongesprekken uit waarin Berlusconi de Duitse bondskanselier Merkel in vulgaire termen beledigde: ze zou een 'onneukbare dikke kont' hebben. Reeds eerder had Berlusconi Merkel geschoffeerd, door in 2009 op een NAVO-top in Kehl al bellend met premier van Turkije Recep Tayyip Erdogan heen en weer te lopen, terwijl Merkel op de rode loper klaarstond om hem te verwelkomen.

### Poetin
Op 18 april 2008 ontving hij de bevriende Vladimir Poetin in zijn vele kamers bevattende vakantiepaleis op Sardinië. Een jaar na diens illegale annexatie van de Krim in 2014 toastte hij, inmiddels oud-premier, daar met hem in het bekende kuuroord Jalta. Weer zeven jaar later uitte hij zijn diepe teleurstelling in zijn oude vriend vanwege de Russische invasie van Oekraïne in 2022.
In oktober 2022 bracht het nieuwsagentschap LaPresse teksten naar buiten uit een niet publieke toespraak van Berlusconi aan partijleden van Forza Italia in het parlement. Hij verklaarde met de Russische president in contact te staan en noemde Poetin "een van zijn vijf beste vrienden". Hij verklaarde dat de twee verjaardagscadeaus hebben uitgewisseld en "lieve brieven". Berlusconi verklaarde enkele weken eerder dat Poetin tot zijn offensief in Oekraïne was gedwongen.

## Trivia
- Berlusconi draagt in de Italiaanse media de bijnaam Il Cavaliere (De Ridder), omdat hij in 1977 de onderscheiding Ordine al Merito del Lavoro kreeg.
- In 2006, aan de vooravond van de verkiezingen, werd de komische politieke film Il caimano van Nanni Moretti uitgebracht, die deels over Berlusconi's leven gaat. De titel verwijst naar de bijnaam van Berlusconi, de "Kaaiman".
- In de week voorafgaand aan de verkiezingen in april 2006 noemde Berlusconi de linkse stemmers, oftewel diegenen die niet op hem zouden stemmen, 'coglioni' ('eikels'). Een deel van de links-stemmers, en dan vooral het meest radicale deel, nam het woord 'coglioni' aan als een geuzennaam. Na de verkiezingswinst van Romano Prodi en diens coalitie van linkse partijen liepen veel Italianen rond in T-shirts met de tekst 'Orgoglioso di essere coglione' (Trots een eikel te zijn).